# Eleição municipal de Nova Friburgo em 2016
A eleição municipal de Nova Friburgo de 2016 ocorreu no dia 2 de outubro de 2016, elegendo o prefeito, o vice-prefeito e mais 21 vereadores do município, localizado no Estado do Rio de Janeiro, no Brasil. O prefeito e o vice-prefeito eleitos assumiram os cargos no dia 1 de janeiro de 2017 e seus mandatos terminarão 1 de janeiro de 2020.
O prefeito incumbente era Rogério Cabral, do DEM, que disputou a reeleição, já que a Constituição permite o cumprimento de dois mandatos consecutivos. Além dele, outros cinco candidatos participaram do pleito, definido já no primeiro turno, com a vitória de Renato Bravo (PP), que recebeu 29.046 votos (28,23%), contra os 24.472 votos (23,79%) do deputado federal Glauber Braga (PSOL).
A disputa para as 21 vagas para o cargo de vereador em Nova Friburgo teve participação de 348 candidatos. O candidato mais bem votado foi Alcir Fonseca, do PP, que obteve 2.438 votos (2,32% dos votos válidos).

## Antecedentes
A formação acadêmica de Rentato Bravo é Engenharia civil com pós-graduação em Politicas públicas e Gestão Governamental pela EPPGG-IUPERJ, . Antes de se candidatar à Prefeito de Nova Friburgo, Renato Bravo já havia sido vereador de Nova Friburgo por 2 mandatos entre 1983 e 1992. Neste período, ele atuou como primeiro-secretário da câmara, Presidente da Constituição e Justiça, Relator da Lei Orgânica do município e Relator da Lei de uso de solo.
Após este período, Renato Bravo foi Chefe de Gabinete na Assembleia Legislativa do Estado do Rio de Janeiro (1993 a 1994), Secretário de Desenvolvimento Econômico da Prefeitura de Nova Friburgo (1995 a 1996), Gerente geral da Unidade do [[SESC em Nova Friburgo (1999 a 2009), Sub-Secretário de Gestão e Infra-estrutura na Secretaria Municipal de Administração da cidade do Rio de Janeiro (2009 a 2014) e  Sub Secretário Estadual de Desenvolvimento Regional (2015 a 2016).

## Eleitorado
Na eleição de 2016, Nova Friburgo possuía 151.045 eleitores, de um total de 185.102 habitantes do município.

## Candidatos à prefeito
Foram seis candidatos à prefeitura em 2016: Hugo Moreno do PSTU, Renato Abi Ramia do PR, Rogerio Cabral do DEM, Dra. Grace do PMDB, Renato Bravo do PP e Glauber Braga do PSOL. 

### Primeiro turno
| Candidato (a)         | Vice                     | Coligação                                                                        |
| --------------------- | ------------------------ | -------------------------------------------------------------------------------- |
| Renato Bravo (PP)     | Marcelo Braune (PDT)     | Um Novo Caminho Para Nova Friburgo PPB, PDT, PSDC, PMN e PV                      |
| Dra. Grace (PMDB)     | Dr. Rommel (PMDB)        | Todos Somos Nova Friburgo PMDB e PSL                                             |
| Hugo Moreno (PSTU)    | Vânia Monteiro (PSTU)    | --                                                                               |
| Renato Abi Ramia (PR) | Helinho da Farmácia (PR) | Nova Friburgo com Governo Sério PR, PT, SD e PROS                                |
| Rogério Cabral (DEM)  | Márcia Carestiato (PHS)  | Família Nova Friburgo DEM, PHS, PRB, PTB, PTN, PSC, PPS, PRTB, PSDB, PSD e PTdoB |
| Glauber Braga (PSOL)  | Cláudio Damião (PSOL)    | Construção Coletiva PSOL, PPL, PCdoB E PCB                                       |

## Campanha
Ainda como candidato, Renato Bravo contou em entrevista algumas propostas para Nova Friburgo. Na área de saúde pública, Renato citou melhorias para o Hospital Raul Sertã, como o credenciamento de mais médicos, informatização do sistema e a melhoria de condições de trabalho aos profissionais. Quando questionado a respeito das enchentes, Renato citou que o problema poderia ser amenizado com a limpeza e manutenção dos bueiros e que futuramente providenciaria a construção de mais galerias de águas pluviais amplas. Outras melhorias citadas foram o aprimoramento do uso do Bilhete Único, fiscalização efetiva das concessionarias responsáveis pelo transporte público a fim de oferecerem frotas de ônibus de melhor qualidade,  planejamento do tráfego de veículos pesados pelo centro urbano e a reforma de praças e atrativos locais.

### Pesquisas
No dia 24 de setembro de 2016, o Ibope divulgou o resultado de pesquisa de opinião à respeito da corrida eleitoral em Nova Friburgo. Foram entrevistadas 406 pessoas entre os dias 18 a 21 de setembro em diferentes pontos do município, que foram determinados por um resultado probabilístico. Em primeiro lugar, Glauber Braga aparecia com 21% de intenções de votos. Em seguida, aparecia Renato Bravo (18%) e Grace Arruda (17%).

## Resultados
No dia 2 de outubro, Renato Bravo foi eleito com 29.046 votos válidos (28,23%).

### Prefeito
| Candidato(a)           | Vice                     | 1º turno 2 de outubro de 2016 | 1º turno 2 de outubro de 2016 |
| Candidato(a)           | Vice                     | Total                         | Percentagem                   |
| ---------------------- | ------------------------ | ----------------------------- | ----------------------------- |
| Renato Bravo (PP)      | Marcelo Braune (PDT)     | 29.046                        | 28,23%                        |
| Glauber Braga (PSOL)   | Cláudio Damião (PSOL)    | 24.472                        | 23,79%                        |
| Dra. Grace (PMDB)      | Dr. Rommel (PMDB)        | 23.425                        | 22,77%                        |
| Rogério Cabral (DEM)   | Márcia Carestiato (PHS)  | 18.514                        | 18%                           |
| Renato Abi Ramia (PR)  | Helinho da Farmácia (PR) | 6.316                         | 6,14%                         |
| Hugo Moreno (PSTU)     | Vânia Monteiro (PSTU)    | 1.101                         | 1,07%                         |
| Total de votos válidos | Total de votos válidos   | 102.874                       | 87,23%                        |
| → Votos em branco      | → Votos em branco        | 4.229                         | 3,59%                         |
| → Votos nulos          | → Votos nulos            | 10.837                        | 9,19%                         |
| Total                  | Total                    | 117.940                       | 79,79%                        |
| Abstenções             | Abstenções               | 33.105                        | 21,92%                        |
| Total de inscritos     | Total de inscritos       | 151.045                       | 100%                          |

### Vereador
Foram eleitos 21 vereadores para a Câmara Municipal de Novo Friburgo. Alcir Fonseca do PP foi o candidato mais bem votado, com 2.438 votos (2.32% dos votos válidos). O PMDB é o partido com o maior número de vereadores eleitos (11,23%) e em segundo lugar, o PP (9,86%). A eleição para a escolha de vereadores de Nova Friburgo contou com 101.380 votos válidos (85,96%), 12.295 votos nulos (10,42%) e 4.265 votos em branco (3,62%).
| Vereadores eleitos em Nova Friburgo em 2016 | Vereadores eleitos em Nova Friburgo em 2016 | Vereadores eleitos em Nova Friburgo em 2016 | Vereadores eleitos em Nova Friburgo em 2016 | Vereadores eleitos em Nova Friburgo em 2016 |
| ------------------------------------------- | ------------------------------------------- | ------------------------------------------- | ------------------------------------------- | ------------------------------------------- |
| Candidato                                   | Partido                                     | Número                                      | Votos                                       | Porcentagem                                 |
| Alcir Fonseca                               | PP                                          | 11123                                       | 2.438                                       | 2,32%                                       |
| Márcio Damazio                              | DEM                                         | 25456                                       | 2.026                                       | 1,93%                                       |
| Professor Pierre                            | PSOL                                        | 50123                                       | 2.013                                       | 1,92%                                       |
| Sergio Louback                              | PSC                                         | 20920                                       | 1.983                                       | 1,89%                                       |
| Vanderleia Abrace essa ideia                | DEM                                         | 25234                                       | 1.801                                       | 1,71%                                       |
| Christiano Huguenin                         | PMDB                                        | 15369                                       | 1.783                                       | 1,70%                                       |
| Carlinhos do Kiko                           | PSDC                                        | 27640                                       | 1.780                                       | 1,69%                                       |
| Joelson do Pote                             | PDT                                         | 12633                                       | 1.726                                       | 1,64%                                       |
| Cascão                                      | PDT                                         | 12612                                       | 1.701                                       | 1,62%                                       |
| Zezinho do Caminhão                         | PSOL                                        | 50222                                       | 1.654                                       | 1,57%                                       |
| Isaque Demani                               | PMDB                                        | 15456                                       | 1.588                                       | 1,51%                                       |
| Johnny Maycon                               | PRB                                         | 10441                                       | 1.487                                       | 1,42%                                       |
| Nami Nassif                                 | PHS                                         | 31031                                       | 1.455                                       | 1,38%                                       |
| Naim Pedro                                  | DEM                                         | 25654                                       | 1.424                                       | 1,36%                                       |
| Marcinho                                    | PRB                                         | 10369                                       | 1.296                                       | 1,23%                                       |
| Alexandre Cruz                              | PPS                                         | 23123                                       | 1.212                                       | 1,15%                                       |
| Wellington Moreira                          | PMDB                                        | 15222                                       | 1.143                                       | 1,09%                                       |
| Nazareth Geninho                            | PRB                                         | 10123                                       | 1.132                                       | 1,08%                                       |
| Luiz Carlos Neves                           | PP                                          | 11111                                       | 1.093                                       | 1,04%                                       |
| Norival                                     | PT                                          | 13000                                       | 901                                         | 0,86%                                       |
| Janio                                       | PSDC                                        | 27200                                       | 566                                         | 0,54%                                       |

## Análises
A postura do prefeito após posse foi de entusiasmo e transparência e de abertura para diálogos de negociações. Renato Bravo acreditava no comprometimento dos funcionários da prefeitura e queria melhorar o contato com / entre as secretarias. Em entrevista ao site "A Voz da Serra", Renato declarou: "Um trabalho realizado por equipes bem entrosadas, visando somente o bem comum, não tem como dar errado."
De forma contraditória à sua postura quando eleito, após quatro meses de mandato, o prefeito foi criticado por não ter encaminhado nenhum projeto de lei para análise e votação no Legislativo.